# Rue Philibert-Lucot
Pour les articles homonymes, voir Lucot.
La rue Philibert-Lucot est une voie du 13e arrondissement de Paris située dans le quartier de la Maison-Blanche.

## Situation et accès
La rue Philibert-Lucot est desservie par la ligne 7 à la station Maison Blanche.

## Origine du nom

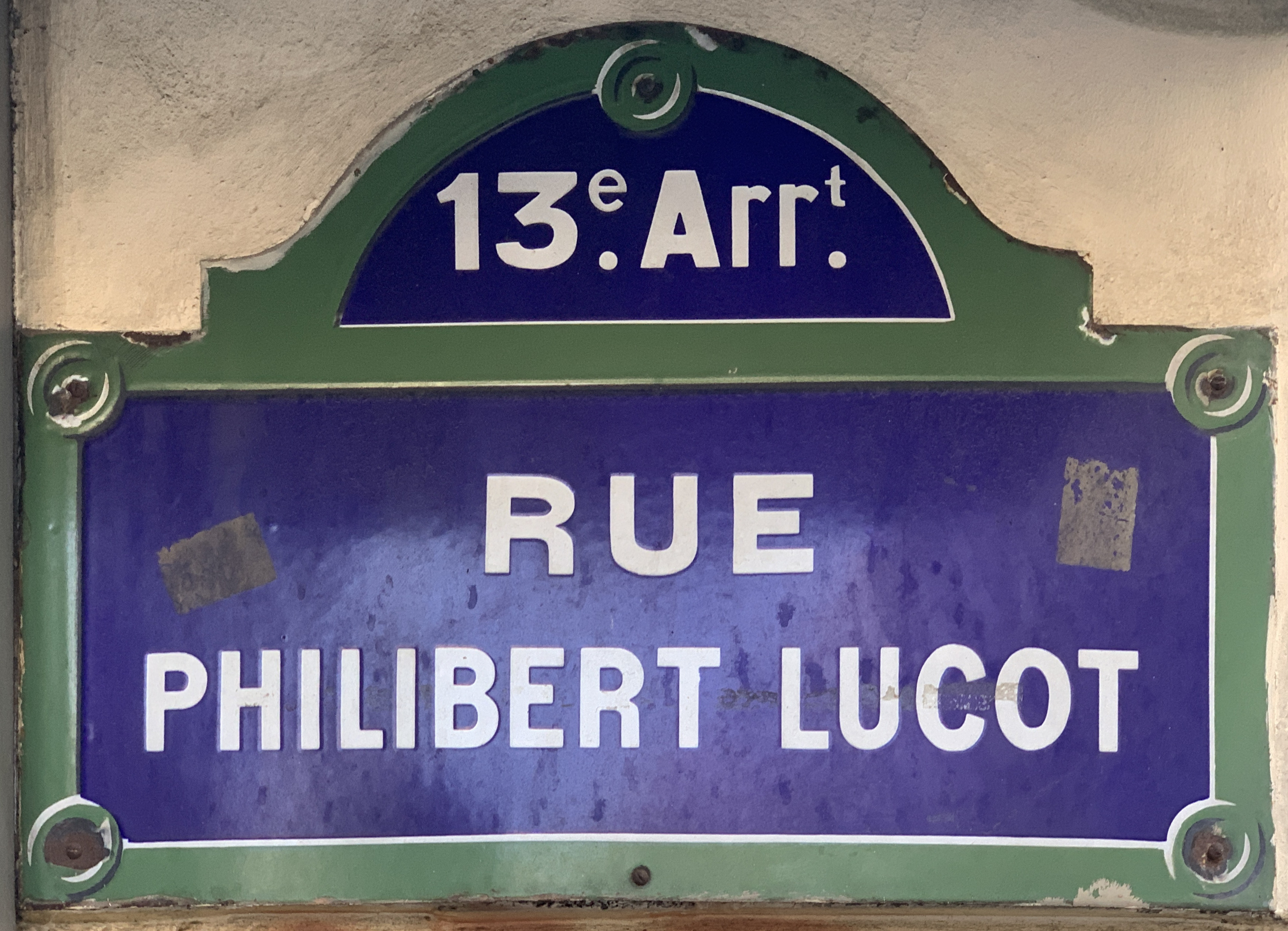
Plaque de la rue.

La rue tient son nom d'un propriétaire local.

## Historique
La voie est ouverte en 1901 et prend sa dénomination actuelle la même année.

## Bâtiments remarquables et lieux de mémoire
- Le jardin Choisy-Caillaux (Îlot B10).